# Championnats du monde Xterra 2013
Navigation
Édition précédente Édition suivante
Les championnats du monde Xterra 2013, organisé par la Team Unlimited depuis 1986 se sont déroulés le 27 octobre à Maui dans l'État d'Hawaï. Les triathlètes se sont affrontés lors d'une épreuve sur distance M, comprenant 1500 mètres de natation, 30 km de vélo tout terrain (VTT) et 10 km de course à pied hors route.

## Résultats
Les tableaux présentent les « Top 10 » hommes et femmes des championnats du monde. 
| Position           | Triathlète      | Pays             | Temps           |
| ------------------ | --------------- | ---------------- | --------------- |
| Médaille d'or      | Rubén Ruzafa    | Espagne          | 2 h 34 min 34 s |
| Médaille d'argent  | Asa Shaw        | Royaume-Uni      | 2 h 36 min 1 s  |
| Médaille de bronze | Ben Allen       | Australie        | 2 h 36 min 24 s |
| 4                  | Josiah Middaugh | États-Unis       | 2 h 37 min 44 s |
| 5                  | Braden Currie   | Nouvelle-Zélande | 2 h 39 min 5 s  |
| 6                  | Conrad Stoltz   | Afrique du Sud   | 2 h 39 min 31 s |
| 7                  | Nicolas Lebrun  | France           | 2 h 40 min 57 s |
| 8                  | Marvin Gruget   | France           | 2 h 42 min 3 s  |
| 9                  | Leonardo Chacón | Costa Rica       | 2 h 42 min 8 s  |
| 10                 | Brice Daubord   | France           | 2 h 43 min 0 s  |

| Position           | Triathlète           | Pays             | Temps           |
| ------------------ | -------------------- | ---------------- | --------------- |
| Médaille d'or      | Nicky Samuels        | Nouvelle-Zélande | 2 h 57 min 48 s |
| Médaille d'argent  | Lesley Paterson      | Écosse           | 3 h 0 min 14 s  |
| Médaille de bronze | Flora Duffy          | Bermudes         | 3 h 0 min 19 s  |
| 4                  | Barbara Riveros Diaz | Chili            | 3 h 1 min 43 s  |
| 5                  | Emma Garrard         | États-Unis       | 3 h 1 min 49 s  |
| 6                  | Chantell Widney      | Canada           | 3 h 4 min 36 s  |
| 7                  | Héléna Erbenová      | Tchéquie         | 3 h 5 min 16 s  |
| 8                  | Shonny Vanlandingham | États-Unis       | 3 h 5 min 43 s  |
| 9                  | Jacqueline Slack     | Royaume-Uni      | 3 h 5 min 52 s  |
| 10                 | Suzanne Snyder       | États-Unis       | 3 h 8 min 32 s  |